# ليفيربول (محطة مترو أنفاق لندن)
ليفيربول (بالإنجليزية: Liverpool Street)‏ هي إحدى محطات مترو أنفاق لندن. تقع على خط ميتروبوليتان وسينترال وسيركيل وهامرسميث وسيتي أفتتحت في المنطقة (Zone) رقم 1 أفتتحت في 2 فبراير 1874، 12 يوليو 1875.